# 小野優子
小野 優子（おの ゆうこ、1972年9月20日 - ）は、北海道テレビ（HTB）の元社員（元アナウンサー）である。

## 経歴
- 中学生の時、『FNNスーパータイム』での「南ちゃんを探せ!」というスポーツ美少女を紹介する人気コーナーに登場したのが、テレビ初出演。
- 1996年4月、HTB入社。
- 『北の零年』の特別限定版DVD(2005年7月発売)では、北海道ロケ地紹介のナビゲーターとして出演した。DVD初出演は『river』のメイキング取材。
- 2006年12月に映画「オープン・シーズン」の声優に挑戦。
- ドラバラ鈴井の巣では、ドラバラ直前のHTBニュースに彼女が出演するとドラバラの視聴率が上がる「おのゆうの女神伝説」があることが明かされた。
- HBC（北海道放送）で『テレポート2000』を担当していた武田明子（現・報道局記者）、日本テレビ元アナウンサーの舟津宜史（現・報道局ニュースセンター）、NHKBSニュースを担当していた斎藤綾乃とは、北海道札幌北高等学校時代の同級生である（3年時、舟津と同学級だった）。同期入社は元スーパーモーニングのリポーター木内希。
- フリーアナウンサーである塩地美澄は高校、大学の後輩。
- 2012年4月の社内人事異動により、アナウンス部を離れて新設部署へ異動することを発表[1]。但し『イチオシ!プラス』のみは異動後も引き続き出演することとしている。
- 2013年3月30日の『イチオシ!プラス』放送分をもって番組卒業、HTB退職を発表[2]。

## 人物
- 趣味：ドライブ、映画鑑賞
- 特技：鏡文字が書ける（左利きである）
- 座右の銘：「他は己ならず」

## 出演番組
- TV-north（HTBとノースウェーブの同時放送）[3]
- 情報ワイド 夕方Don!Don!（1999年4月 - 2002年9月） - アシスタント
- 四国R-14（2000年11月29日 - 12月20日） - 上島の妻 役
- ドラバラ鈴井の巣「雅楽戦隊ホワイトストーンズ 〜最終章 呪われし神々の行方〜」
- イチオシ!「アテネGEKIJO」（2004年8月9日 - 8月30日） - アテネからのキャスター出演。
- 選挙ステーション（北海道地区レポーター、2003年まで）
- ぽっぷこ〜んシネマ（2006年まで）
- HTB開局40周年記念「〜ありがとう40年〜全部たしたら10時間!ユメミル広場に大集合!!」 [4]（2008年8月29日（23：15～25：30）、30日（6：30～8：00、9：30～16：00） - 総合司会
- スキップ（2006年4月1日 - 2010年3月27日）
- YOSAKOIソーランファイナル実況生中継（毎年6月上旬。BS朝日でも放送）
- HTBニュース
- 情報サプリ![5]（2010年4月 -　水・木10:30）
- イチオシ!プラス
- ハナタレナックス - 進行役。不定期で出演した。

## 映画・舞台・アニメ
- River - レポーター役
- DIARY～失ったガラスの靴を探して～(2005年12月、札幌ロフト 五番舘赤れんがホール、鈴井貴之演出)
- Memory～はがされた時間～ （2006年12月15日19:00～、16日18:00～、17日18:00～、コンカリーニョ)[6]
- オープン・シーズン - 試写会司会
- 魔法遣いに大切なこと 〜夏のソラ〜 - ラジオパーソナリティ役

## CM
- ミルクランド北海道

## ポッドキャスト
- 遥かなる？ではない！四十路への道（HTBポッドキャスト）

## 脚註
1. ↑  ありがとうございました! ゆるゆる優る～む 2012年3月29日付
2. ↑  お知らせ＾＾ プラスイート 2013年3月23日
3. ↑  “HTB TV GUIDE”. web.archive.org (1997年1月28日). 2021年7月21日閲覧。
4. ↑  ありがとう40年～HP
5. ↑  情報サプリ!
6. ↑  コンカリーニョ